# 森理世

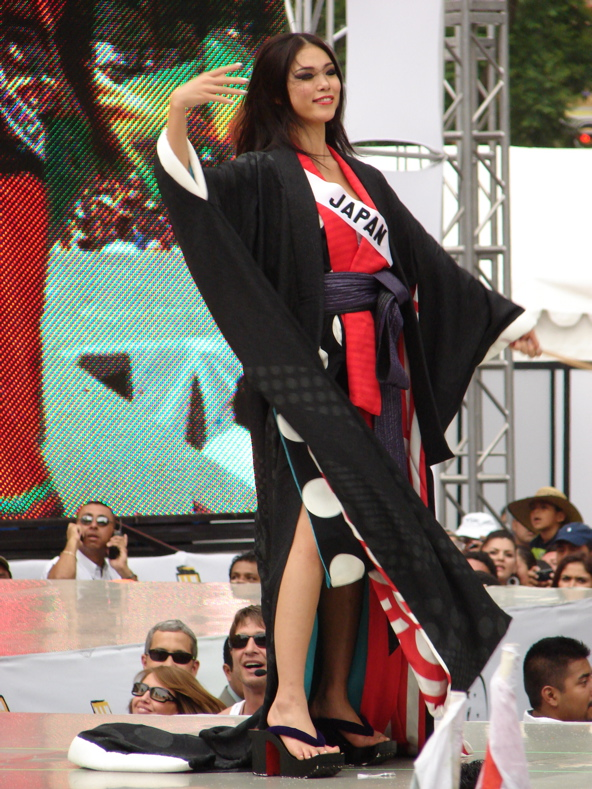
森理世於2007年世界環球小姐參賽時照片

森理世（1986年12月24日—），日本靜岡縣靜岡市（現為同市葵區）人。她是一位模特兒兼芭蕾舞蹈家，也是2007年度環球小姐冠軍。
森理世自幼受經營舞蹈學校的母親森育子影響，4歲開始習舞，並立志成為一位舞蹈家，開辦一所國際舞蹈學校。她在靜岡縣靜岡市葵區常葉學園大學教育部附屬橘小學、常葉學園中學畢業後，入讀常葉學園高等學校。2003年，她獨自負笈加拿大安大略省一間中學繼續學業，並在課餘於一間芭蕾舞學校專攻芭蕾舞教師課程。。
她先在2007年3月奪得日本環球小姐冠軍，再於同年5月28日於墨西哥墨西哥城舉行的環球小姐總決賽取得冠軍，由上屆冠軍波多黎各環姐為她戴上由日本製造的Mikimoto閃鑽珍珠后冠。
森理世是自1956年兒島明子以來第2位獲得環球小姐桂冠的日本女性，也是歷來第9位亞洲女性得此殊榮。值得一提的是2006年的日本環姐知花鞍羅小姐僅奪得亞軍同世界環姐失之交臂，所以時隔一年後森小姐奪得了桂冠真可謂「更上一層樓」。

## 趣聞
據森理世憶述，孩提時她的祖母經常對人說，希望她在20歲之前成為「日本小姐」。